# Danièle Poupardin
Pour les articles homonymes, voir Ducas et Poupardin.
Danièle Poupardin, née Danièle Ducas le 1er juin 1937 à Boulogne-Billancourt et est décédée le 11 juin 2023 à Paris (14e). Elle était médecin généraliste, psychanalyste et militante française d'extrême-gauche.

## Biographie
Danièle Poupardin naît à Boulogne-Billancourt dans une famille d'origine juive, mais non pratiquante. Elle-même ignore sa judéité jusqu'à la fin de la Seconde Guerre mondiale. Son père, Paul Ducas, est pédiatre, et sa mère Lucienne Hermann-Ducas, femme au foyer puis commerçante. Après la mobilisation de son père en 1939, elle déménage avec sa mère à Marseille, chez ses grands-parents maternels. À partir de 1941, la famille se cache et déménage à plusieurs reprises pour échapper aux persécutions dont sont victimes les juifs sous le régime de Vichy[réf. nécessaire].
Elle fréquente le lycée Montgrand à Marseille puis le lycée Fénelon à Paris. Adolescente, elle pratique le scoutisme et est éclaireuse au sein de la section neutre de la Fédération française des éclaireuses. Elle s’inscrit ensuite à la faculté de médecine de Paris et adhère pendant ses études à l’Union des étudiants communistes (UEC) puis au Parti communiste français.

### Médecin engagée
Elle devient interne à l’hôpital Albert-Chenevier à Créteil en 1970 où elle côtoie le professeur André Bourguignon qui la marque dans sa pratique de la médecine et sa relations avec les soignants et les patients, puis est chef de clinique à l’hôpital du Kremlin-Bicêtre. Elle dirige quelque temps le centre médico-psycho-pédagogique d’Asnières-sur-Seine, et exerce brièvement en à l'hôpital psychiatrique de Ville-Évrard à Neuilly-sur-Marne. Elle participe quelque temps au Groupe information asiles (GIA) créé en 1972 pour travailler sur les soins en psychiatrie sur le modèle du Groupe information santé.
En 1977, elle s'installe comme médecin généraliste à Vitry-sur-Seine, avec son mari Didier Poupardin, et y exerce pour toute la suite de sa carrière. Elle adhère au Syndicat de la médecine générale. Avec son mari, ils créent et animent autour du cabinet, puis avec des habitants, Réflexion, action santé, une association de santé communautaire, combinant activités de promotion de la santé et réflexions sur l'organisation du système de santé.
En 1978, elle est poursuivie au tribunal par l'Ordre des médecins, pour non-paiement de sa cotisation ordinale - un choix politique en réaction aux réticences de l'Ordre face à la libéralisation de l'avortement,. Condamnée à payer sa cotisation, elle fait de son procès une tribune politique pour la dissolution de l'Ordre des médecins[réf. nécessaire].
Avec son mari, ils sont à l'origine, en 2010, du manifeste des médecins solidaires,,, qui dénonce les mesures des patients et des médecins mises en œuvre par l'Assurance Maladie. Cette campagne trouve un écho national alors que Didier Poupardin est poursuivi au tribunal par la Caisse Primaire d'Assurance Maladie (CPAM) pour avoir refusé de respecter le principe de l'ordonnancier bizone. Pour les patients en affection de longue durée (ALD), l'ordonnance distingue les taux de remboursement des médicaments, selon qu'ils sont, ou non, directement reliés à la pathologie considérée.

### Militante politique
Du fait de sa vie de famille et de ses études, elle commence à militer durant les années 60, et essentiellement pour l’indépendance de l’Algérie et contre l’intervention militaire américaine au Vietnam. Lors du mouvement social de mai 1968, elle fréquente les assemblées générales de la faculté de médecine et découvre plusieurs mouvements d'extrême gauche. Elle rompt avec le PCF et rejoint à partir de 1970 la Ligue communiste révolutionnaire (LCR).
Elle est candidate à plusieurs reprises aux élections régionales et législatives sur des listes LCR,.
En 2001, elle arrive en tête de liste LCR aux élections municipales à Vitry-sur-Seine, et est élue au premier tour. Conseillère municipale, elle s'oppose en vain à l'extension de la police municipale, y préférant « davantage de prévention, d'action sociale, de services publics municipaux » pour lutter contre la délinquance. Elle s'implique, durant plusieurs années, dans la campagne solidaire qui suit le meurtre de Sohane Benziane, en 2002, et qui vise à obtenir justice, à sensibiliser les collégiens et lycéens autour du slogan « Plus jamais ça », et à obtenir qu'une rue porte son nom,,.
Elle est militante locale et départementale du Mouvement contre le racisme et pour l'amitié entre les peuples (MRAP), et est active dans la campagne de soutien à la grève de la faim des sans-papiers du Val-de-Marne en 1998
À sa retraite en 2005, elle crée à Vitry-sur-Seine une association nommée l’École des adultes, ayant pour objet l'apprentissage du français destinée aux personnes immigrées allophones qui s'appuie sur le groupe, le chant et le spectacle. La structure accueille quatre cents élèves en 2020.
De 2005 à 2020, elle contribue, notamment au Conservatoire de Nanterre, à des travaux de recherche et colloques sur les liens entre l'enseignement de la musique et la psychanalyse.
En juin 2023, à la suite de son décès, le Syndicat de la médecine générale et le Nouveau Parti anticapitaliste lui rendent hommage.

### Vie privée
Elle épouse, en 1961, Marc Rotterdam, ils auront deux enfants : Nathalie, née le 5 novembre 1964, puis Michel, né le 11 avril 1967.
Elle épouse ensuite Didier Poupardin en 1971, et auront une fille, Marie, née le 1er mars 1978.